# 揖禮

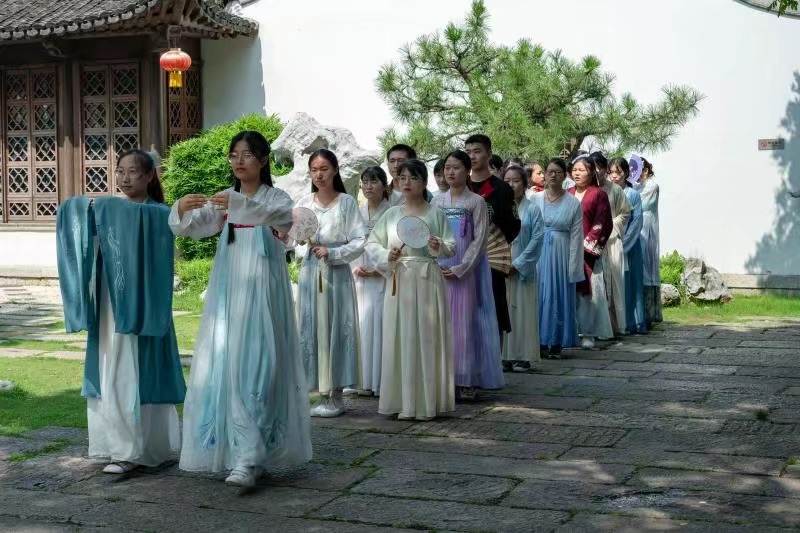
南京愚园内，一群大学生行揖礼

揖禮是中國傳統禮儀手勢，又稱作揖、拱手，是把左右手食指、中指、无名指、尾指四指并拢，一掌抚托另一掌背交叉或平叠，掌心朝内，左右拇指相扣，两手合抱，拱手为礼，以示尊重。
一般情況下，男性作揖時左手包右手，女性則相反。凶禮如喪禮之類的場合則左右相反。視乎場合和雙方的關係，作揖時同時會再加上身體動作如鞠躬等，有時又會前後搖動表示特定意思。傳統上不論是親友見面還是武者對決前都會作揖以示尊重。節日或慶典時一般會一邊作揖一邊說恭賀說話。
2003年發生SARS疫情後，為防止傳染病蔓延，中華民國衛生署（今衛生福利部）推動「拱手不握手」，鼓勵民眾以不會直接接觸雙手的拱手取代握手做為表達禮貌的方式。

## 历史
揖礼起源于周代以前，约有3000年以上历史。武王伐纣灭商而建立周朝，武王死后，其子周成王年幼即位，由叔叔周公旦摄政。摄政王周公旦建立周朝各项典章制度和礼乐制度，确立以宗法制度为中心的政治体制。此后，揖礼行于天下。
《史记·高祖本记》：“郦生不拜，长揖。”
抱拳揖礼源于古代军礼，《汉书·周勃传》：至营，将军亚夫持兵揖曰：“介胄之士不拜，请以军礼见。”天子为动，改容式车。使人称谢：“皇帝敬劳将军。”成礼而去。 抱拳揖礼是因为在行军礼时，右手(持兵)拿着武器，因而，左手抱盖于握着武器的右手背上。

## 動作分類

### 長揖
長揖是卑者向尊者所行的揖禮，僅次於拜禮，行禮時身體肅立，雙手抱拳，手心向內，高舉至额，鞠躬90度以上，下手及地，幅度从最上的前额到最下的地面，恰似一人的长度。

### 天揖
天揖又稱上揖，是冠婚喪祭等重大場合中的冠者、新人、喪主、祭主向長輩、同族所行之揖禮。行禮時身體肅立，雙手抱拳，手心向內，鞠躬約60度，進行時手微向上举高齐额，起身时自然垂手或袖手。

### 時揖
时揖又稱中揖，是同辈日常见面禮、辞别礼。行禮時身体肃立，双手抱拳，手心向下，从胸前向外平推，鞠躬约30度，起身时自然垂手或袖手。

### 土揖
土揖又稱下揖，是長輩對晚輩、上級對下級還禮所用。行禮時身体肃立，双手抱拳，手心向内，鞠躬约30度，推手稍向下，起身时自然垂手或袖手。

### 文武拳
為功夫相關場合或武人比武前所行的揖禮，行禮時左脚先上前一步，右腳跟上。在外的手平伸，除拇指外伸直，拇指微曲，是為文；在內的手握拳，是為武。平伸的手掌緊貼握拳的手拳面。手心向外前推，然後自然垂手。

## 方式分類
在人多的場合，按照行禮方式，可分為特揖、旅揖、旁三揖。特揖是對在場各人逐一作揖；旅揖是先把在場人士分等及，一次過向同一等級的人作揖；旁三揖是对众人一次作揖三下。
宗教禮俗方面，華人持香祭祀祖先、神明的手勢與鞠躬動作也是來自於揖禮；和来自佛教的印度合十礼都是常见的礼拜手势。